# Kanton Argenteuil-2
Kanton Argenteuil-2 (fr. Canton d'Argenteuil-2) je francouzský kanton v departementu Val-d'Oise v regionu Île-de-France. Tvoří ho pouze část města Argenteuil. Zřízen byl v roce 2015.